# 1554 Yugoslavia
1554 Yugoslavia è un asteroide della fascia principale. Scoperto nel 1940, presenta un'orbita caratterizzata da un semiasse maggiore pari a 2,6203217 UA e da un'eccentricità di 0,2007751, inclinata di 12,15782° rispetto all'eclittica.
L'asteroide prende il nome dalla patria dello scopritore, la Jugoslavia.